# Beppe Ciardi
Beppe Ciardi, nom de naissance Giuseppe Ciardi, (né à Venise le 18 mars 1875 et mort à Quinto di Treviso le 14 juin 1932) est un peintre paysagiste italien.

## Biographie
Giuseppe Ciardi est né à Venise. Il est le fils de Guglielmo et le frère d'Emma tous les deux peintre.
Il poursuit parallèlement l'étude de l'art, avec son père Guglielmo, et l'étude des sciences naturelles à l'université de Padoue. Il s'inscrit ensuite à l'Académie des Beaux-Arts de Venise, où à partir de 1896 il reçoit l'enseignement d'Ettore Tito se spécialisant dans la peinture de paysage  et obtient son diplôme en 1899.
En 1912 il participe à la Biennale de Venise puis la même année à l'Esposizione Internazionale d'Arte di Venezia, où son travail continue à être exposé et présenté dans une exposition personnelle. 
Auteur de paysages caractéristiques, son travail est estimé des critiques et est récompensé par divers prix dont  le prix Fumagalli à Milan (1900), une médaille d'or à Munich (1901) et une médaille d'argent à San Francisco (1904). 
Au cours des dernières décennies, son travail s'inspire de la vie quotidienne à Venise et de la campagne autour de Trévise. 
Beppe Ciardi est mort subitement dans la villa familiale de Quinto di Treviso en 1932.

## Œuvres

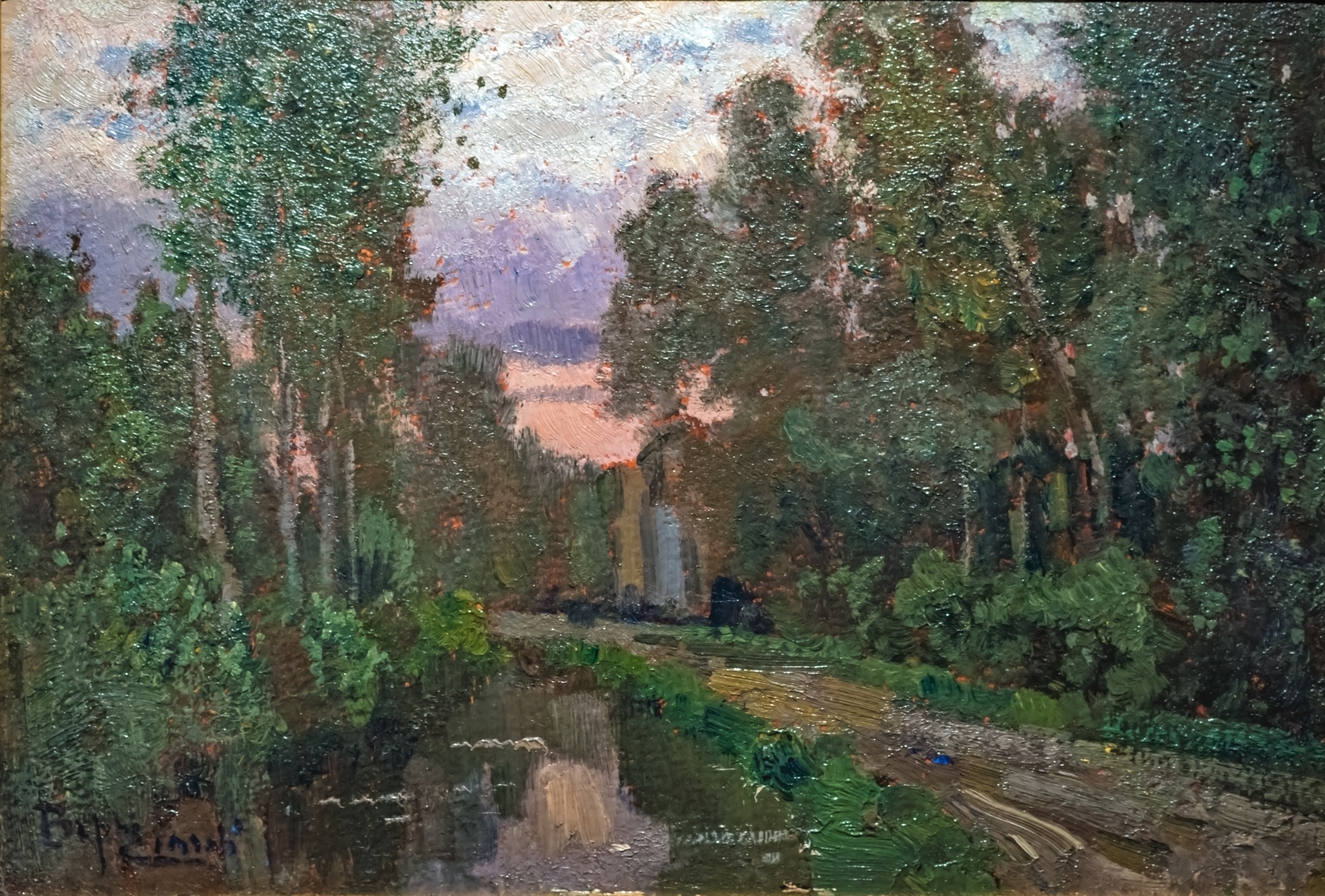
Paesaggio sul Sile, Ca' Rezzonico.
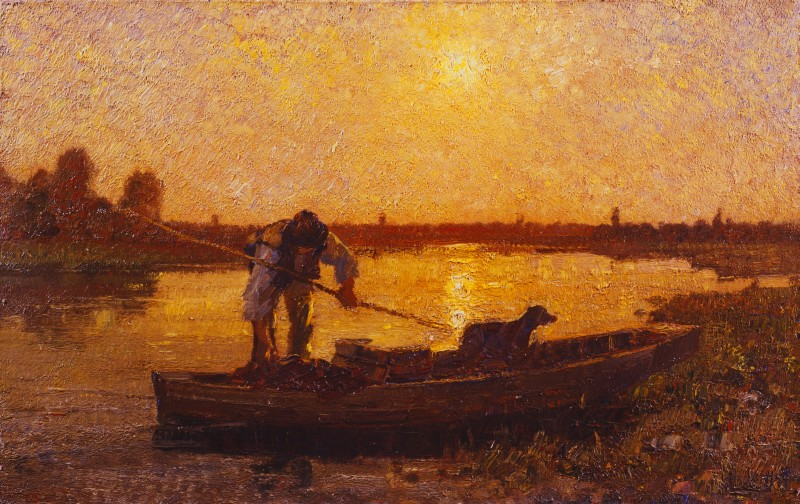
Sera sul Sile, 1925, Fondation Cariplo.
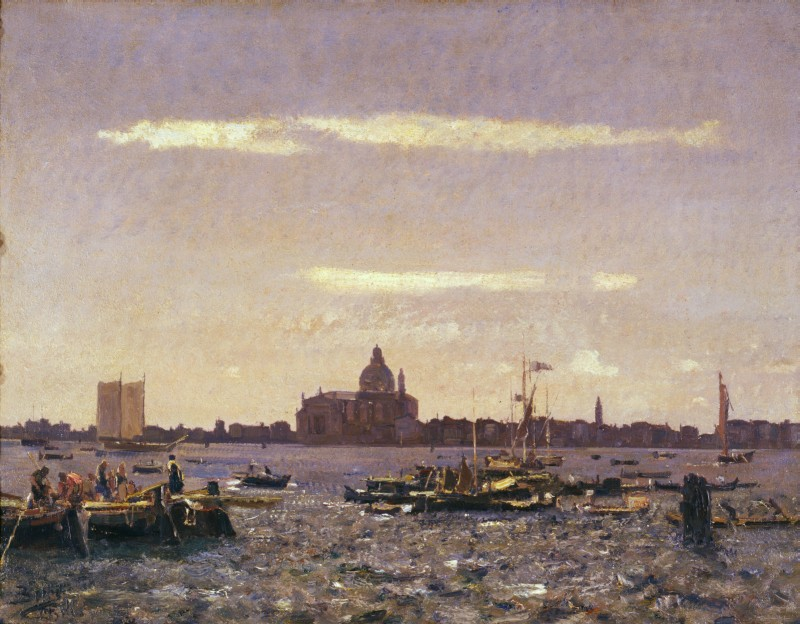
Settembre a Venezia (1900-1910 ), Fondation Cariplo.
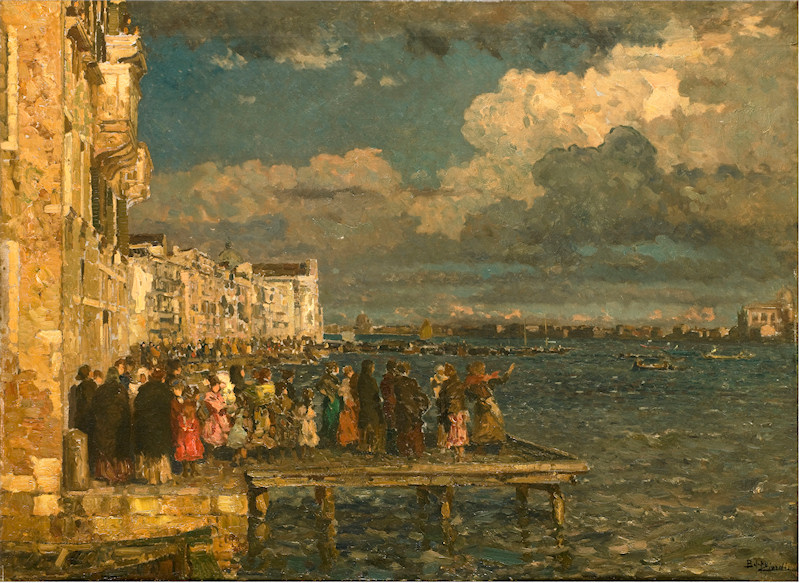
La preparazione alla festa del Redentore (1910-1915), Fondation Cariplo.
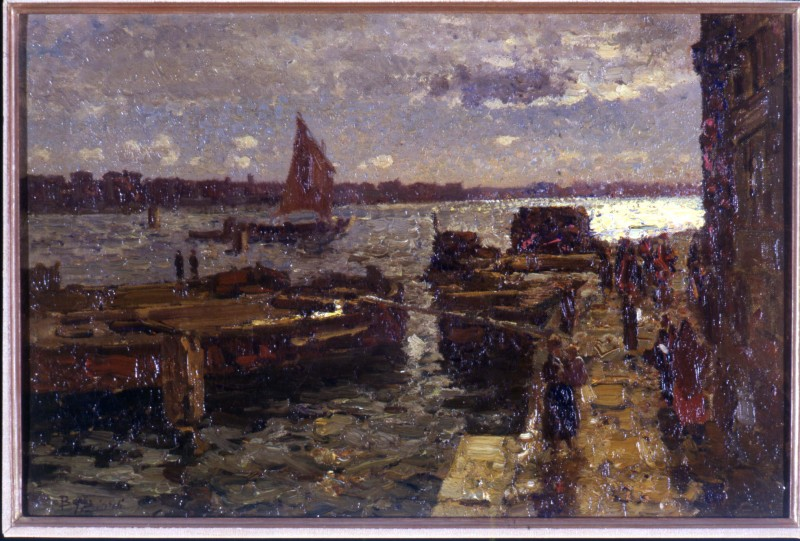
Laguna veneziana (1921), Fondation Cariplo.